# Razbor, Šentjur
Razbor je naselje v Občini Šentjur.